# Thalassenchelys
Thalassenchelys is een geslacht van straalvinnige vissen uit de familie van de valse murenen (Chlopsidae).

## Soorten
- Thalassenchelys coheni Castle & Raju, 1975
- Thalassenchelys foliaceus Castle & Raju, 1975